# Geissorhiza melanthera
Geissorhiza melanthera (лат.) — небольшое многолетнее травянистое клубнелуковичных растение, вид рода Geissorhiza семейства Ирисовые (Iridaceae). Эндемик ЮАР.

## Таксономия
Вид был описан в публикации 2013 года южноафриканскими ботаниками Питером Голдблаттом и Джоном Мэннингом, которые отнесли его к секции Engysiphon.

## Описание
G. melanthera — небольшое многолетнее растение высотой 14-18 см. Оно выживает в сухое южное лето, запасая питательные вещества в клубнелуковице. Стебель несёт два или три прямых, липких листа длиной до 18 см, имеющих форму буквы H в поперечном сечении. Соцветие — колос из 6-12 двусторонне-симметричных цветков. Иногда соцветие имеет дополнительную боковую ветвь с меньшим количеством цветков. Цветок с шестью бледно-бежевых долей околоцветника, пурпурно-красное кольцо вокруг пурпурно-красной трубки и три черноватые тычинки. Цветок окружён двумя зелёными прицветниками длиной 1,25-2,25 см. Цветёт с конца сентября до середины октября.

## Распространение и местообитание
G. melanthera является эндемиком Южной Африки. Встречается на западных склонах горного хребта Пикетберх в Западно-Капской провинции. Растёт на глубоких песчаных почвах, на пологих склонах, обращённых на юг, в экосистеме лейполдтвиллского песчаного финбоша.

## Экология
Цветки G. melanthera опыляются мухой из семейства жужжал Megapalpus capensis. Это единственный вид, который, как было замечено, посещает цветки этого вида. Примечательно, что G. melanthera — единственный из семейства ирисовых, который опыляется этой мухой. Известно также, что Megapalpus capensis посещает несколько видов Pelargonium, все из которых имеют белые, кремовые или бледно-розовые лепестки с черноватыми отметинами и в основном тёмные пыльники. Gorteria diffusa, которую также посещает этот вид мух, часто имеет тёмные пятна на некоторых или всех её жёлтых или оранжевых лучевых цветках, которые очень похожи на внешность самой мухи.

## Охранный статус
Geissorhiza melanthera известна только из двух мест, одно из которых было запрошено на разрешение на его рекультивацию для выращивания красного чая. Поэтому вид считается находящимся под угрозой исчезновения.